# کریستوفر ای پیساریدیس
کریستوفر آنتونیو پیساریدیس (به یونانی: Χριστόφορος Αντωνίου Πισσαρίδης) اقتصاددان قبرسی‌تبار بریتانیایی به‌طور مشترک به دو اقتصاددان آمریکایی برنده جایزه نوبل سال ۲۰۱۰ در رشته اقتصاد شده‌است.
آکادمی سلطنتی علوم سوئد، پیتر ای. دیاموند و دیل تی. مورتنسن، اقتصاددانان آمریکایی، و کریستوفر پیساریدیس، را به عنوان برندگان جایزه نوبل در رشته اقتصاد معرفی کرد. در اطلاعیه آکادمی سلطنتی علوم سوئد آمده‌است که دلیل اعطای جایزه نوبل به این سه نفر، تحقیقات آنان در زمینه تأثیر سیاست‌های اقتصادی بر نرخ بیکاری، فرصت‌های اشتغال و سطح دستمزد است.
پروفسور پیساریدیس شصت و دو سال دارد و مقالات متعددی را در زمینه اشتغال و بیکاری منتشر کرده و تخصص او نگرش به پدیده اشتغال از دید اقتصاد کلان است. مقاله مشترک او با دیل مورتنسن تحت عنوان «ایجاد و نابودی فرصتهای اشتغال در نظریه بیکاری» شهرت دارد.